# Batalla de Hanau
La batalla de Hanau ocurrió entre el 30 y el 31 de octubre de 1813. Fue un enfrentamiento entre Karl Philipp von Wrede y su cuerpo austro-bávaro, y el ejército francés en retirada de Napoleón, durante la guerra de la Sexta Coalición.

## Antecedentes

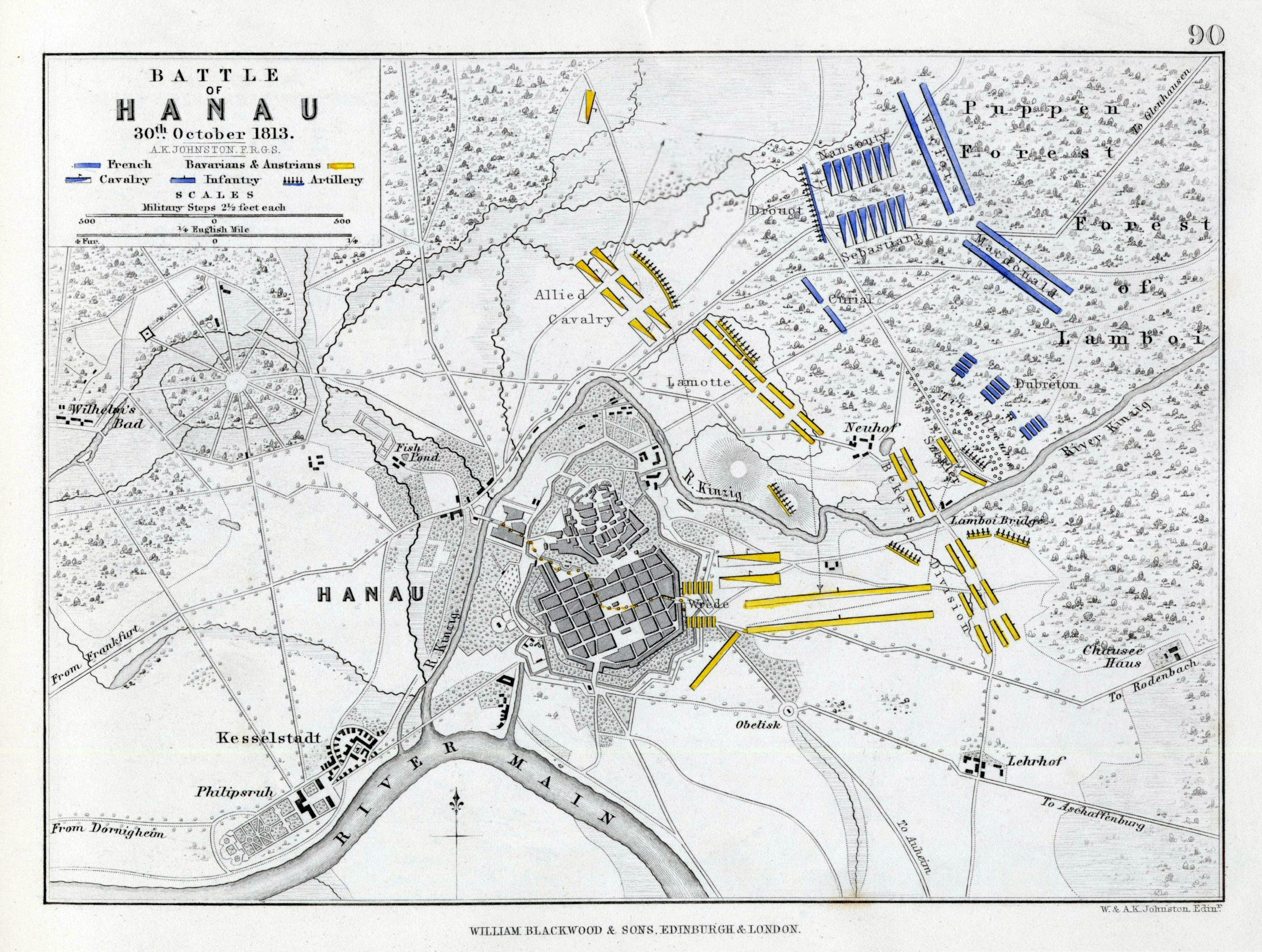
Plan de la Batalla de Hanau

La Batalla de Leipzig, el encuentro más grande y más sangriento de las Guerras Napoleónicas, comenzó el 16 de octubre de 1813, duró tres días y terminó con una victoria decisiva para la Sexta Coalición. Napoleón se vio obligado a abandonar el centro de Alemania a la coalición y se retiró apresuradamente hacia el oeste. Su estrategia era reagrupar todas sus fuerzas disponibles en las orillas del Rin, donde sus líneas de comunicación serían más cortas y su retaguardia sería menos probable que se viera amenazada. La preocupación del Emperador era que su ya maltrecho ejército pudiera verse obligado a luchar de nuevo contra fuerzas superiores, por lo que ordenó que la retirada se hiciera a gran velocidad. Si la coalición hubiera logrado avanzar con más vigor en los días posteriores a la Batalla de Leipzig, el ejército francés, ya desorganizado, probablemente habría sido destruido, pero los ejércitos de la coalición habían sufrido pérdidas tan grandes en Leipzig que no estaban en condiciones de lanzar una persecución efectiva. Con la acción militar confinada a acciones secundarias de retaguardia, Napoleón pudo instalar su cuartel general en Erfurt el 23 de octubre y comenzó a reorganizar sus fuerzas. El 26 de octubre, envió órdenes a los distintos cuerpos, dirigiéndolos a Frankfurt vía Eisenach y Fulda. Su destino asignado era la ciudad de Mainz, junto al río Rin.
La coalición se animó con la noticia de que Bavaria, un antiguo aliado de Francia, accedió a unirse a la Sexta Coalición según el Tratado de Ried concluido justo antes de la Batalla de Leipzig. Esto permitió a la coalición amenazar la posición militar general de los franceses moviendo un ejército austro-bávaro de 45 000 - 50 000, bajo el mando de Karl Philipp von Wrede, hacia la retaguardia de Napoleón, ocupando Würzburg en Franconia. La pequeña guarnición francesa de Würzburg no intentó resistir y en su lugar se atrincheró en la ciudadela local, permitiendo que el enemigo ocupara la ciudad sin luchar. Desde Würzburg, Wrede se dirigió a la estratégica ciudad de Hanau, a lo largo de una de las principales rutas de retirada de Napoleón. La vanguardia de Wrede llegó a Hanau el 28 de octubre y tomó posesión de la ciudad, bloqueando la ruta de Napoleón a Frankfurt. Aunque Wrede probablemente asumió que la mayor parte de las fuerzas francesas se retiraban por un camino más al norte hacia Coblenza y, por lo tanto, esperaba enfrentarse a una fuerza de solo 20 000 hombres, albergaba esperanzas de poder desempeñar un papel importante en la derrota de Napoleón. También creía que el ejército francés estaba completamente desorganizado, lo cual no era cierto, y estaba seguido de cerca por el principal ejército de la coalición, el "Ejército de Bohemia", que en realidad estaba mucho más lejos y no estaba realmente en estrecho contacto con las fuerzas de Napoleón.

### Ejército de coalición

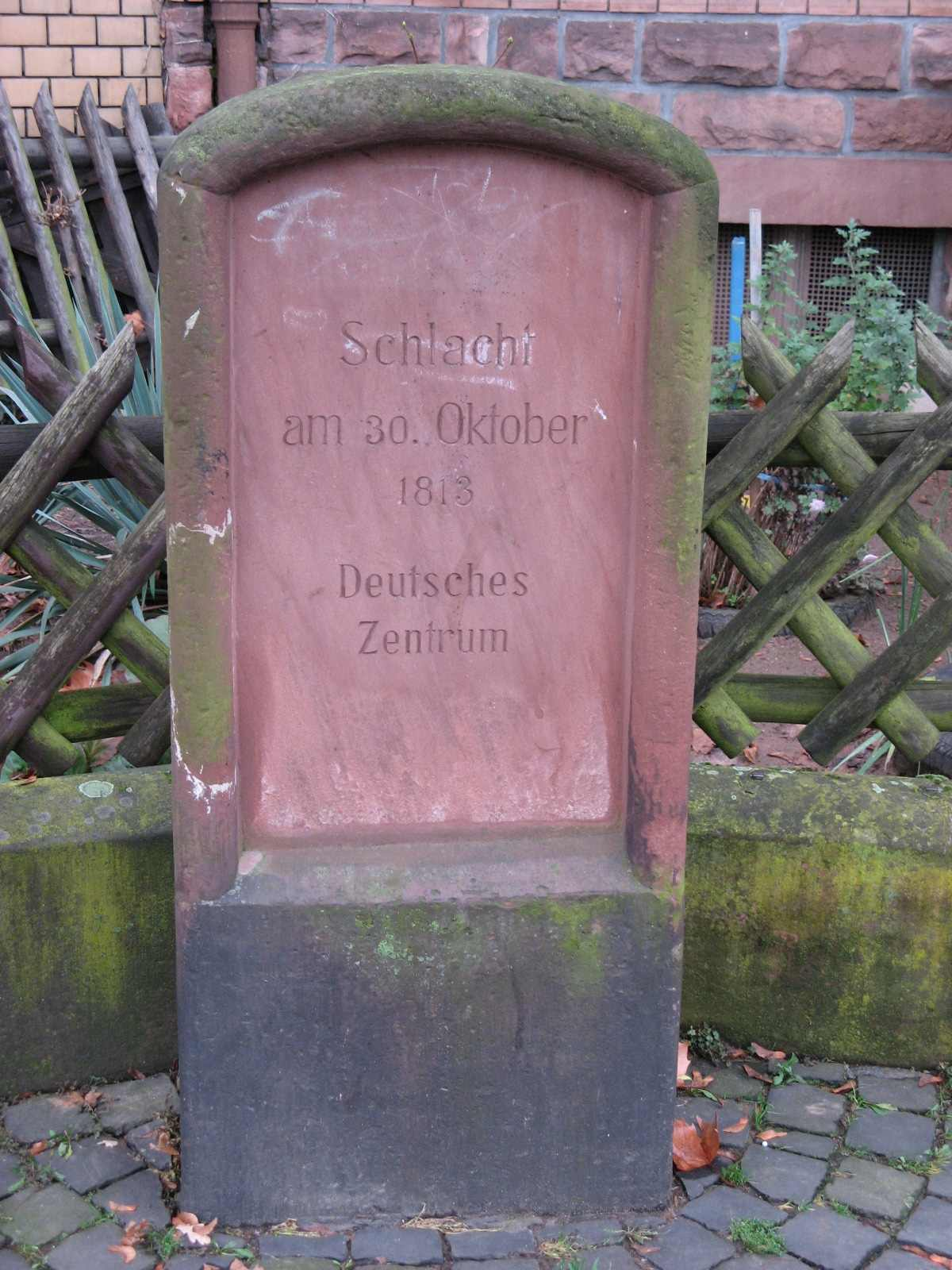
Piedra conmemorativa que indica el emplazamiento de las tropas alemanas durante la batalla de Hanau.

El ejército austríaco y bávaro en la batalla de Hanau comprendía dos cuerpos de ejército, uno austríaco y otro bávaro, y contaba con nada menos que 42.000 hombres: 33.000 de infantería, 9.000 de caballería y 94 piezas de artillería. Estaban bajo el mando general del Bávaro General Karl Philipp von Wrede.
El cuerpo austríaco, bajo el mando del mariscal de campo-teniente barón Fresnet, contaba con 24.000 hombres: 18.000 soldados de infantería (18 batallones), 6.000 soldados de caballería (32 escuadrones) y 34 piezas de artillería. Estos hombres estaban organizados en tres divisiones: la 1.ª división al mando del general Bach, la 2.ª división al mando del general Trautenberg y la 3.ª división al mando del general Spleny (caballería y artillería de reserva). El Cuerpo de Baviera, bajo el mando directo de Wrede, contaba con 18.000 hombres: 15.000 soldados de infantería (17 batallones), 3.000 soldados de caballería (20 escuadrones) y 60 piezas de artillería. Estos hombres estaban organizados en dos divisiones, una reserva de caballería y una reserva de artillería: la 2.ª división estaba al mando del general Beckers, la 3.ª división al mando del general Lamotte, la reserva de caballería de tres brigadas estaba al mando de los generales Bieregg, Ellbracht, Dietz y la reserva de artillería. estuvo bajo el mando del general Colonia.

### Ejército francés
La Grande Armée francesa había sufrido horrendas bajas en la batalla de Leipzig, que dejó al cuerpo francés en una fracción de su fuerza anterior. El Emperador Napoleón I estaba al mando personal de las fuerzas francesas en la batalla. Contaban entre 40.000 y 50.000 hombres, pero solo una fracción de ellos estaba lista para el combate, pudiendo contar Napoleón con poco más de 30.000 hombres: el II, V y XI Cuerpo de Ejército, el I y II Cuerpo de Reserva de Caballería y el Guardia Imperial. Aparte de las unidades de guardia, muchos de los batallones franceses en Hanau tenían solo 100 hombres y los escuadrones de caballería eran mucho más pequeños.
De estos hombres, sólo una división (General Jean-Louis Dubreton, 15 batallones) del Mariscal Claude Victor-Perrin del II Cuerpo, y otra (Los 11 batallones del general Henri-François-Marie Charpentier) del Mariscal MacDonald XI Cuerpo, se comprometieron a la batalla con un total de unos 7.000-8.000 hombres. El apoyo de caballería provino del II Cuerpo de Caballería de Sébastiani, unos 3.000 sables, y de la caballería de la Guardia Imperial de Nansouty, unos 4.000 sables. También se comprometió la totalidad de la infantería y artillería de la Guardia Imperial, unos 6.000 hombres y 52 cañones. Por tanto, Napoleón comandó un total de unos 20 000 hombres (40 batallones, 113 escuadrones) en la batalla de Hanau.

## Batalla

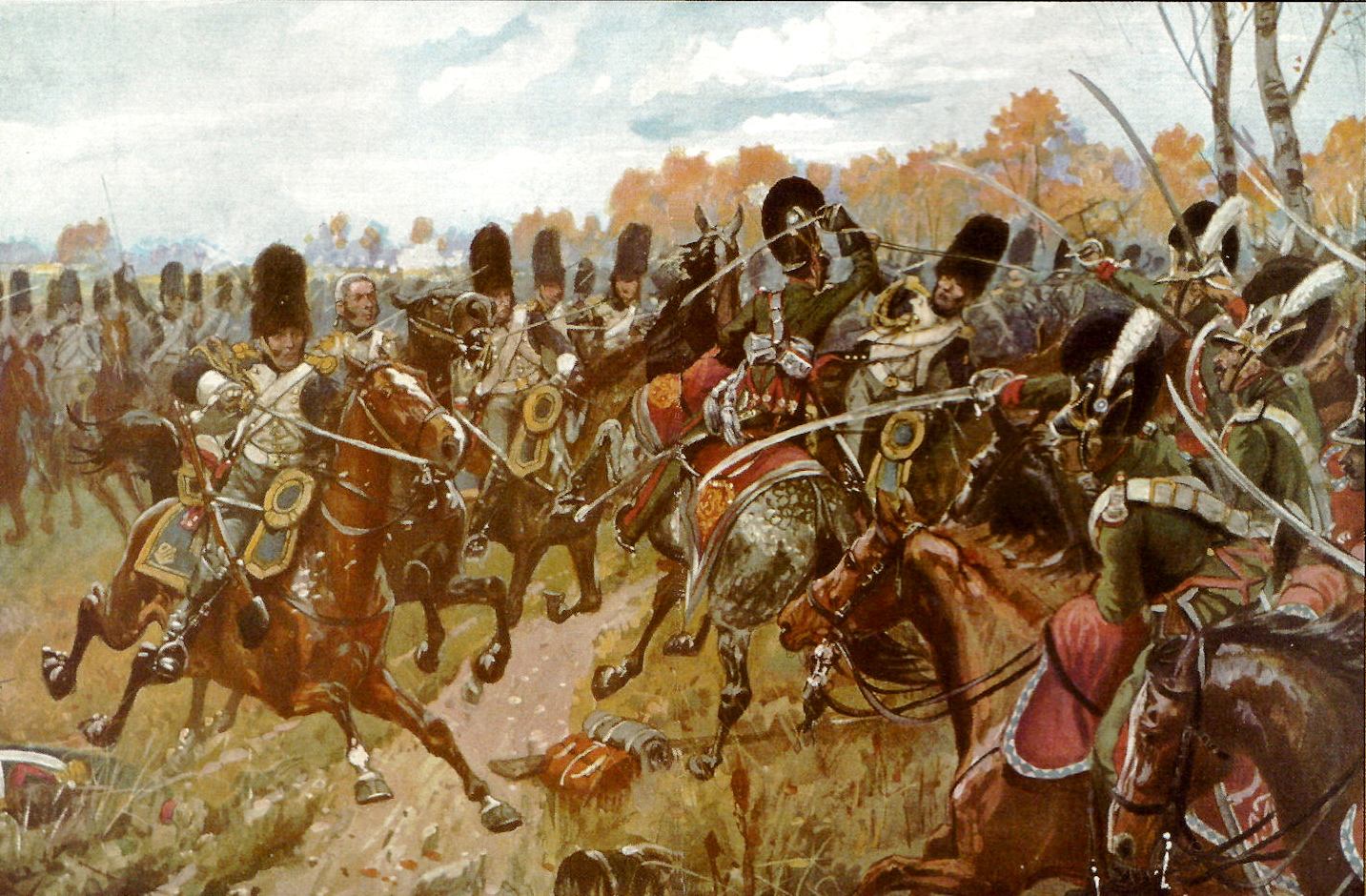
Carga de los Grenadiers-à-Cheval contra el Reino de Baviera] Chevau-léger s en uno de los momentos decisivos de la batalla de Hanau.

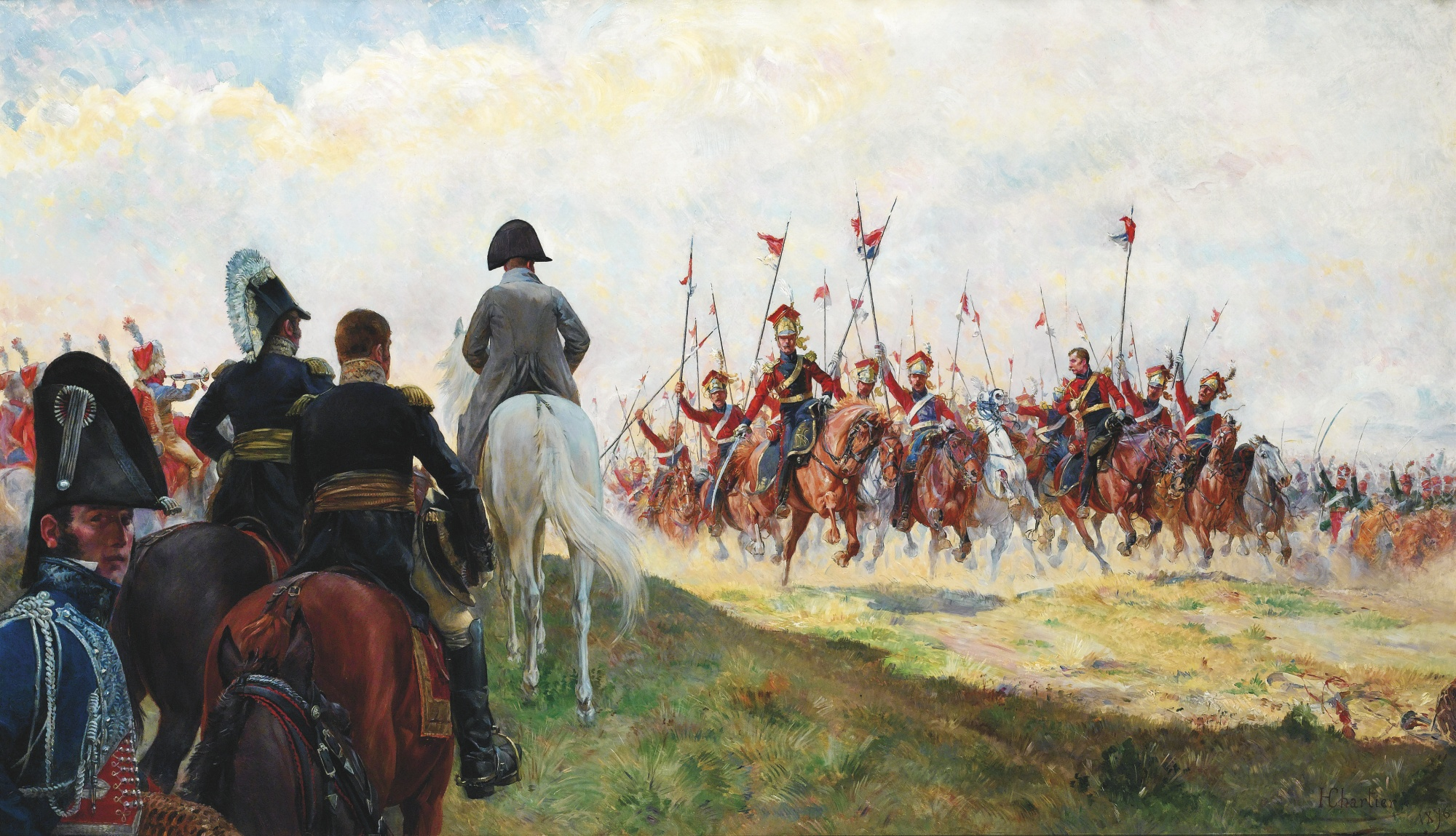
El Red Lancers después de la carga de caballería.

Wrede, luego de una exitosa escaramuza contra los franceses, comenzó a desplegar sus fuerzas para enfrentarse a la principal fuerza francesa de 20.000. El 30 de octubre, Wrede colocó su centro con el Río Kinzig detrás de él, y su ala derecha hacia el sur en una posición aislada con un solo puente que lo unía con la fuerza principal. Napoleón tenía solo 17 000 soldados, incluida la infantería Marshal MacDonald y la caballería General Sébastiani para hacer frente a las fuerzas enemigas bloqueándolos. Debido a los densos bosques al este de las posiciones de Wrede, los franceses pudieron avanzar y hacer contacto cercano con los aliados casi sin ser vistos. Napoleón decidió atacar la izquierda de los aliados con todos los disponibles. tropas. Al mediodía, Mariscal Victor y MacDonald habían despejado el bosque frente al centro de los aliados. Poco después, General Drouot encontró una pista en el bosque hacia la izquierda de Wrede en la que se podía mover el cañón. Tres horas más tarde Granaderos de la Vieja Guardia habían despejado el área de tropas aliadas y Drouot comenzó a desplegar 50 cañones apoyados por la caballería de la Guardia y Sébastiani. Un breve bombardeo de artillería de los cañones de Drouot silenció los 28 cañones de Wrede. La caballería francesa luego atacó e hizo retroceder a la caballería de Wrede en su flanco izquierdo, luego atacó el flanco del centro de Wrede. El centro de Wrede comenzó a retroceder, bordeando las orillas del río Kinzig y sufriendo numerosas bajas. En el ala derecha, las fuerzas de Wrede intentaron cruzar el único puente sobre el río Kinzig para reforzar el centro, pero muchos se ahogaron en el intento. Wrede logró reunir a sus tropas para formar una línea defensiva que vaya desde el puente Lamboy hasta la ciudad de Hanau. Durante la noche los aliados abandonaron Hanau. Los franceses ocuparon Hanau el 31 de octubre con poca resistencia. Napoleón no hizo ningún esfuerzo por perseguir a Wrede, la carretera principal a Frankfurt ahora estaba reabierta y la retirada francesa continuaba.
La derrota de Napoleón en la batalla de Leipzig le hizo comenzar a retirarse de suelo alemán hacia la relativa seguridad de Francia. Wrede intentó bloquear la línea de huida de Napoleón en Hanau el 30 de octubre. Pero Napoleón llegó antes a Hanau con refuerzos y derrotó a las fuerzas de Wrede. El 31 de octubre la ciudad pasó a control francés, dejando a Napoleón una línea de salida hacia París. Donde llegó el 10 de noviembre.  